# Led Zeppelin European Tour 1970
Led Zeppelin European Tour 1970 foi uma série de concertos realizados pela banda britânica de rock Led Zeppelin na Europa. A turnê começou em 23 de fevereiro e foi concluída em 12 de março de 1970.

## Visão global
Durante essa turnê, a capa do álbum de estreia da banda reuniu-se em controvérsia. Em um 28 fevereiro de 1970, no concerto em Copenhague, a banda foi anunciado como "The Nobs", como o resultado de uma ameaça de ação legal da aristocrata Frau Eva von Zeppelin, descendente do conde Ferdinand von Zeppelin criador da aeronave Zeppelin, sobre o uso do nome 'Zeppelin'. O guitarrista da banda, Jimmy Page, comentou ao jornal de música Melody Maker, que Frau Eva von Zeppelin inicialmente teve problemas durante o início de um concerto do Led Zeppelin em Copenhague, em outubro de 1969, quando ela tentou (sem sucesso) impedir a aparição na televisão. A aristocrata com raiva descreveu o grupo como "macacos gritando".

## Canções da turnê
1. "We're Gonna Groove" (Ben E. King)
2. "I Can't Quit You Baby" (Dixon)
3. "Dazed and Confused" (Page)
4. "Heartbreaker" (Bonham, Page, Plant)
5. "White Summer"/"Black Mountain Side" (Page)
6. "Since I've Been Loving You" (Page, Plant, Jones)
7. "Thank You" (Page, Plant)
8. "What Is and What Should Never Be" (Page, Plant)
9. "Moby Dick" (Bonham)
10. "How Many More Times" (Bonham, Jones, Page)

Bis (variações da seguinte lista):
- "Communication Breakdown" (Bonham, Jones, Page)
- "Whole Lotta Love" (Bonham, Dixon, Jones, Page, Plant)
- "Bring It On Home" (Dixon, Page, Plant)
- "C'mon Everybody"/"Somethin' Else" (Cochran, Capehart, Sheeley, Cochran)
- "Long Tall Sally" (Little Richard)

Havia algumas substituições nas canções dos consertos, variações, e interruptores de ordem durante a turnê.

## Datas e locais
| Data                    | Cidade     | País          | Local                  |
| ----------------------- | ---------- | ------------- | ---------------------- |
| 23 de fevereiro de 1970 | Helsinque  | Finlândia     | Kulttuuritalo          |
| 25 de fevereiro de 1970 | Gotemburgo | Suécia        |                        |
| 26 de fevereiro de 1970 | Estocolmo  | Suécia        | Konserthuset           |
| 27 de fevereiro de 1970 | Amsterdam  | Países Baixos | Concertgebouw          |
| 28 de fevereiro de 1970 | Copenhague | Dinamarca     | K.B. Hallen            |
| 2 de março de 1970      | Bruxelas   | Bélgica       |                        |
| 3 de março de 1970      | Colônia    | Alemanha      |                        |
| 4 de março de 1970      | Hanôver    | Alemanha      |                        |
| 5 de março de 1970      | Frankfurt  | Alemanha      |                        |
| 6 de março de 1970      | Nuremberg  | Alemanha      |                        |
| 7 de março de 1970      | Montreux   | Suíça         | Montreux Casino        |
| 8 de março de 1970      | Munique    | Alemanha      | Circus Krone           |
| 9 March 1970            | Viena      | Áustria       | Wiener Konzerthaus     |
| 10 de março de 1970     | Frankfurt  | Alemanha      | Musikhalle (Cancelado) |
| 11 de março de 1970     | Hamburgo   | Alemanha      | Musikhalle             |
| 12 de março de 1970     | Düsseldorf | Alemanha      | Rheinhalle             |